# Distrito de Kumage (Kagoshima)

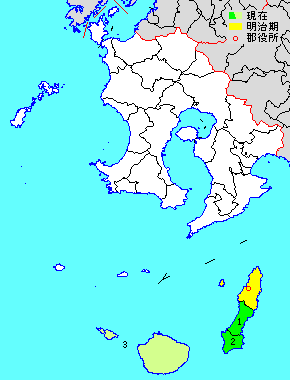
El distrito de Kumage en Kagoshima.

Kumage (熊毛郡 Kumage-gun?) es un distrito localizado en la prefectura de Kagoshima, Japón. El distrito abarca las islas de Ōsumi, Tanegashima y Yakushima. De acuerdo con el censo del año 2005 la población estimada del distrito era de 29,706 habitantes con un área total de 789.16 km². Los 3 pueblos que abarca el distrito son:
- Nakatane (isla de Tanegashima)
- Minamitane (isla de Tanegashima)
- Yakushima (isla de Yukushima)

## Historia
- El 1 de abril de 1889 - Las aldeas de Kitatane, Nakatane, y Minamitane fueron incluidas dentro del distrito de Kumage.
- El 29 de marzo de 1896 - Fue añadido también el distrito de Gomu.
- El 1 de abril de 1926 - La aldea de Kitatane obtuvo el estatus de pueblo y fue renombrada para convertirse en el pueblo de Nishiomote.
- El 10 de noviembre de 1940 - La aldea de Nakatane obtuvo el estatus de pueblo.
- El 15 de octubre de 1956 - La aldea de Minamitane obtuvo el estatus de pueblo.
- El 1 de abril de 1958 - La aldea de Kamiyaku obtuvo el estatus de pueblo.
- El 1 de octubre de 1958 - El pueblo de Nishiomote obtuvo el estatus de ciudad.
- El 1 de abril de 1959 - La aldea de Shimoyaku obtuvo el estatus de pueblo y fue renombrado para convertirse en el pueblo de Yaku.(4 towns)
- El 1 de octubre de 2007 - Los pueblos de Kamiyaku y Yaku se unieron para formar el pueblo de Yakushima.

## Transporte
- Aeropuerto de Yakushima se localiza en el pueblo de Yakushima de la isla del mismo nombre.
- Aeropuerto nuevo de Tanegashima se localiza en el pueblo de Nakatane de la isla de Tanegashima.

- Datos: Q1132154